# Phrygionis stenotaenia
Phrygionis stenotaenia är en fjärilsart som beskrevs av Louis Beethoven Prout 1933. Phrygionis stenotaenia ingår i släktet Phrygionis och familjen mätare. Inga underarter finns listade i Catalogue of Life.